# DEL Records
DEL Records est une maison de disques américaine de langue espagnole fondée par Angel del Villar en 2008. Son siège social est situé à Bell Gardens dans la banlieue de Los Angeles, en Californie. La structure est un groupe d'entreprises qui comprend DEL Records, DEL Publishing, DEL Studios et DEL Entertainment. 
DEL Records concentre ses attentions à la  Musique régionale mexicaine, en particulier celle qui provient des États du Pacifique du Mexique, tels que Banda, Norteño de style pacifique, Norteño-Banda, Sierreño, Sierreño-Banda et Mariachi.
DEL Records a lancé la carrière de vedettes telles que Gerardo Ortíz, Luis Coronel, Ulices Chaidez y Sus Plebes et Régulo Caro.
DEL Records et les artistes qu'il publie, sont fréquemment lauréats des Billboard Latin Music Awards (cinq en 2017). DEL a publié 3 disques de platine et 9 disques d'or, et produit environ 200 concerts, chaque année, aux États-Unis et au Mexique.

## Poursuites sous l'accusation de relation commerciales avec Jesus Perez Alvear
Le 22 juin 2022, des agents du FBI arrêtent Angel Del Villar et Luca Scalisi, le directeur financier de DEL Entertainment sous l'accusation d'avoir violé la loi dite Loi de dénonciation des mandataires de narco-trafiquants étrangers (en) pour avoir fait des affaires avec Jesus Perez Alvear, de Cuernavaca, dans l'état de Morelos. Jesus Perez Alvear possède au Mexique la société de promotion de spectacle « Gallistica Diamante », connue aussi sous l'enseigne « Ticket Premier », et il figure sur la liste des mandataires de narco-trafiquants du Office of Foreign Assets Control depuis le 4 avril 2018.
Les faits reprochés à Angel Del Villar s'appuient sur le fait que sa carte de crédit aurait été utilisée, le 28 avril 2018 pour payer le vol privé destiné à permettre à un musicien, dont le nom est couvert par l'anonymat légal, de se rendre depuis l'Aéroport de Van Nuys jusqu'à l'Aéroport international d'Aguascalientes afin qu'il puisse participer à un spectacle dont Gallistica Diamante était l'organisateur.
Angel Del Villar et Luca Scalisi ont été remis en liberté sous des cautions respectives de 100 000 dollars et 35 000 dollars et convoqués pour une nouvelle audition le 20 juillet 2022,.

## Popularité
| Média         | Chaîne           | Date           | Nombre d'abonnés ou d'auditeurs | Nombre de vues ou de téléchargements |
| ------------- | ---------------- | -------------- | ------------------------------- | ------------------------------------ |
| YouTube       | DEL Records      | 9 octobre 2020 | 8 000 000                       | 4 757 466 148                        |
| YouTube       | DEL Records TV   | 9 octobre 2020 | 496 000                         | 15 069 103                           |
| YouTube       | DEL Radio        | 9 octobre 2020 | 267 000                         | 82 125 823                           |
| YouTube       | DEL Podcast      | 9 octobre 2020 | 21 800                          | 1 984 938                            |
| YouTube       | Canta Con DEL    | 9 octobre 2020 | 27 100                          | 6 559 031                            |
| YouTube Music | Angel Del Villar | 9 octobre 2020 | 236 000                         | 50 655 940                           |
| Instagram     | delrecords       | 4 octobre 2020 | 1 100 000                       |                                      |
| Instagram     | delrecordsstore  | 4 octobre 2020 | 98 000                          |                                      |
| Facebook      | Del Records      | 4 octobre 2020 | 1 208 827                       |                                      |
| Facebook      | Angel DEL Villar | 4 octobre 2020 | 255 408                         |                                      |
| Twitter       | DEL Records      | 4 octobre 2020 | 184 200                         |                                      |
| Spotify       | DEL Records      | 4 octobre 2020 | 834 943                         |                                      |

## Sources
- (en) IRS Criminal Investigation news room, « Latin music company executives arrested on federal complaint alleging violations of U.S. sanctions related to drug traffickers » [html], sur Internal Revenue Service, Washington, DC, Internal Revenue Service, 14 juin 2022.
- (en) Griselda Flores, « DEL Records CEO Angel del Villar Arrested for Working With Mexican Promoter Tied to Cartels » [html], sur Billboard, Billboard, New York, Penske Media Corporation./Billboard Media, LLC., 14 juin 2022.
- (es) Isaías Alvarado, « Un jet alquilado, pagos desde México y audios: pruebas del FBI contra el productor de narcocorridos Ángel Del Villar » [html], sur Univision Noticias, Miami, TelevisaUnivision, Inc, 15 juin 2022.
- (es) Ernestina Gaitán Cruz (Directora Editorial), « Designa EU a promotor de Julión Álvarez como narco » [html], sur Cronica de Oaxaca, Oaxaca, Cronica de Oaxaca, 6 avril 2018.
- (en) Tomás Mier, « Del Records Execs Arrested for Working With Promoter Tied to Mexican Cartel » [html], sur Rolling Stone, Rolling Stone, New York City, Penske Media Corporation, 15 juin 2022.